# Амансио Амаро
Амансио Амаро Варела, (Коруња, 16. октобар 1939 — Мадрид, 21. фебруар 2023) познат под називом једноставно Амансио, био је шпански фудбалер. Надимка El Brujo (Мађионичар) играо је десно крило за Депортиво де Ла Коруњу, Реал Мадрид и репрезентацију Шпаније.
Амансио је шпански дрес носио у 42 наврата, дебитујући против Румуније. Са тимом је био учесник једног од највећих достигнућа у историји тима: победе на европском првенству у фудбалу 1964. резултатом 2–1 против браниоца титуле, Совјетског Савеза.